# Mes amis Tigrou et Winnie : La Forêt des rêves bleus
Mes amis Tigrou et Winnie : La Forêt des rêves bleus ou Mes amis Tigrou et Winnie : Le Mystère de la forêt des rêves bleus au Québec (My Friends Tigger and Pooh: Hundred Acre Wood Haunt) est une compilation d'épisodes de la série télévisée Mes amis Tigrou et Winnie, sorti directement en vidéo en 2008. 

## Synopsis
Ce DVD contient trois épisodes : 
1. Darby, notre grande amie / Un pique-nique éclair
2. Le Voyage sur la lune de Bourriquet / Un grand problème pour petit Tigrou
3. Qu’on est bien chez soi / Le Précieux Potiron de Coco Lapin

## Fiche technique
- Titre original : My Friends Tigger and Pooh: Hundred Acre Wood Haunt
- Titre français : Mes amis Tigrou et Winnie : La Forêt des rêves bleus
- Réalisation : David Hartman et Don Mackinnon
- Musique : Andy Sturmer
- Société d'édition : Walt Disney France
- Société de distribution : Buena Vista Home Entertainment
- Durée : 69 minutes
- Dates de sortie :
  -  États-Unis : 2 septembre 2008
  -  France : 19 novembre 2008
  -  Royaume-Uni : : 22 septembre 2008

## Distribution

### Voix originales
- Jim Cummings : Winnie l'Ourson / Tigrou
- Travis Oates : Porcinet
- Ken Sansom : Coco Lapin
- Peter Cullen : Bourriquet
- Oliver Dillon : Lumpy
- Kath Soucie : Maman Gourou
- Chloë Moretz (États-Unis)[1] et Kimberla Berg (Royaume-Uni)[1] : Darby
- Dee Bradley Baker : Buster
- Tara Strong : Porc-Épine

### Voix françaises
- Roger Carel : Winnie l'ourson / Coco Lapin
- Patrick Préjean : Tigrou
- Lisa Caruso : Darby
- Hervé Rey : Porcinet
- Wahid Lamamra : Bourriquet
- Céline Monsarrat : Maman Gourou
- Donnie Lenner : Petit Gourou
- Lewis Weill : Lumpy
- Tanja Scheinder : Buster
- Virginie Ledieu : Porc-Épine

## Bonus DVD
- Épisode bonus : Manny et ses Outils : Halloween / La Boîte magique
- Jeu La Kermesse de la foret des rêves bleus

## Annexe